# ۱۵ محرم
۱۵ محرم، پانزدهمین روز از ماه محرم در تقویم هجری قمری است.
در تقویم هجری قمری قراردادی این روز پانزدهمین روز سال است.

## زادگان
- ۵۳۹ -  ابومنصور جوالیقی، زبان‌شناس، محدث، فقیه و ادیب عراقی